# Назарян, Манвел Артаваздович
Манве́л Артава́здович Назаря́н (арм. Մանվել Նազարյան, 3 апреля 1958, Ереван) — бывший депутат парламента Армении.
- 1992—1997 — Ереванский юридическо-экономический университет им. Кирка Киркоряна. Психолог.
- 1977—1979 — служил в советской армии.
- 1979—1982 — работал мастером на обувной фабрике «Масис».
- 1982—1990 — инструктор на станции автотехобслуживания «Наири».
- 1990—1994 — был председателем кооператива по производству обуви «Айк-7».
- 2000—2003 — заместитель директора ЗАО по эксплуатации зданий и сооружений ереванской общины Ачапняк.
- 2003—2007 — был депутатом парламента. Член постоянной комиссии по обороне, национальной безопасности и внутренним делам. Беспартийный.